# Cantó d'Épernay-2
El cantó d'Épernay-2 és un cantó francès del departament del Marne, situat al districte d'Épernay. Té 10 municipis i part del d'Épernay.

## Municipis
- Chouilly
- Damery
- Épernay (part)
- Fleury-la-Rivière
- Mardeuil
- Moussy
- Pierry
- Saint-Martin-d'Ablois
- Vauciennes
- Venteuil
- Vinay

## Història
| Data d'elecció                           | Identitat         | Partit                    | Qualitat |
| ---------------------------------------- | ----------------- | ------------------------- | -------- |
| 1973-1979                                | Robert Morillon   | PCF                       |          |
| 1979-1985                                | Jacques Perrein   | PCF                       |          |
| 1985-1998                                | Michel Boulonnais | RPR                       |          |
| 1998-                                    | Daniel Lemaire    | PS, després Divers gauche |          |
| les dades anteriors no són pas conegudes |                   |                           |          |
|                                          |                   |                           |          |